# Петерсдорф (Баварія)
Петерсдорф (нім. Petersdorf) — громада в Німеччині, знаходиться в землі Баварія. Підпорядковується адміністративному округу Швабія. Входить до складу району Айхах-Фрідберг. Складова частина об'єднання громад Айндлінг.
Площа — 19,51 км2. Населення становить 1698 ос. (станом на 31 грудня 2020).